# Deltote iranica
Deltote iranica is een vlinder uit de familie van de uilen (Noctuidae). De wetenschappelijke naam van deze soort is voor het eerst voorgesteld als Eustrotia iranica door Hans Kotzsch in een publicatie uit 1940.
De soort komt voor in Iran.